# Droga wojewódzka 906
Die Droga wojewódzka 906 (DW 906) ist eine 22 Kilometer lange Droga wojewódzka (Woiwodschaftsstraße) in der polnischen Woiwodschaft Schlesien, die Lubliniec mit Piasek verbindet. Die Strecke liegt im Powiat Lubliniecki.

## Streckenverlauf
Woiwodschaft Schlesien, Powiat Lubliniecki
-  Lubliniec (Lublinitz) (DK 46, DW 492)
- Sadów (Sodow)
-  Koszęcin (Koschentin) (DW 907)
- Strzebiń (Strzebien)
- Bukowiec (Bukowietz)
-  Piasek (DW 905, DW 908)